# 马克-安德烈·特尔施特根
馬克-安德烈·特斯特根（德語：Marc-André ter Stegen，1992年4月30日—）在北萊茵-西法倫门兴格拉德巴赫出生，是一名德國職業足球運動員，司職守門員，現時效力西甲球會巴塞罗那，為球會的隊長。2025年曾被褫奪隊長職務。

## 俱樂部生涯

### 慕遜加柏
特斯特根早於4歲之齡已加入慕遜加柏的青訓系統，直到2010年止，他已代表球隊在每一級年齡級別的青少年賽事參賽。到了2010/11年球季的上半季，達史特根已是二隊的正選主力，他亦有於一隊門將受傷時擔任一隊的板凳球員，但球隊一直深陷護級旋渦。2011年2月14日，慕遜加柏經歷22輪聯賽僅取得16分，位列德甲聯賽榜末，時任主教練米夏埃爾·弗隆策克（Michael Frontzeck）被革除職務，吕西安·法夫尔（Lucien Favre）走馬上任。球隊成績開始改善，但時任正選門將比利時國腳洛甘·巴伊（Logan Bailly）表現時好時劣，導致球隊常常無故失分，法夫尔忍無可忍，將巴伊打落冷宮，於2011年4月10日對科隆的賽事起用年輕的達史特根把守獨木關，他亦沒有辜負主教練的期望，穩定慕遜加柏脆弱的後防，在餘下的球季坐穩首席門將的席位，在最後5輪聯賽中有4仗保持清白之軀，包括以1-0擊敗應屆聯賽冠軍多蒙特，慕遜加柏最終透過附加賽保留德甲席位。

### 巴塞隆拿
2014年5月22日，巴塞隆拿以1200萬歐元簽入達史特根，頂替離隊的域陀·華迪斯和平托。

#### 2014－15賽季
達史特根於開季時受傷，在這段時間另一門將克勞迪歐·巴和表現穩定，以致他復出後只能擔任盃賽門將，負責國王盃及歐冠。該季助巴塞成為三冠王。

#### 2015－16賽季
達史特根的第二季由8月11日2015歐洲超級盃對抗塞維利亞的勝利中拉開序幕。在以4-1領先的情況下，他讓敵方攻進3顆進球使比賽進入延長賽，但最後巴塞仍以5-4拿下勝利。
由於巴和受傷，終於首次在西甲聯賽上陣。9月12日對馬德里競技，以2-1獲勝。
2016年3月，達史特根對恩里克的門將分工制度發表看法：「長遠來看，一季出賽25場對我來說不太足夠。這些都是教練的決定。希望我最近表現的水準能被回報。」

#### 2016－17賽季
達史特根在一開季的受傷導致他錯過了西班牙超級盃以及西甲聯賽。由於巴禾於2016年8月25日轉會至曼城，他變成了球隊第一正門。
2016年9月13日歐洲冠軍聯賽面對梅沙·丹比利時，達史特根製造了一個點球卻也守下了它，讓比數維持在1-0，使巴塞隆拿最終以7-0擊敗些路迪足球俱樂部。
2017年2月10日，達史特根表現不佳，他在比賽中犯下的兩次失誤，使巴薩最終以4-3輸給皇家維戈塞爾塔俱樂部。
2017年3月8日，歐聯十六強次回合，多次救出巴黎聖日耳門的射門，分別擋出卡雲尼及迪馬利亞的單刀。並於補時階段後上客串中前場球員，參與最後的數輪攻勢，失球時及時於中圈攔截，關鍵性奪回皮球，阻止反擊，更博得罰球，寫下門將在對方半場遭侵犯的罕見紀錄。巴塞憑這記罰球攻勢由尼馬助攻沙治·羅拔圖絕殺巴黎聖日耳門，改寫比數為6-1，合計6-5，助巴塞成為首隊克服首回合落後四球的劣勢，歷史性反勝晉級的球隊。

#### 2017－18賽季
達史特根在這賽季的表現更是突飛猛進，在面對16次單刀機會，撲救了13次，獲選進入了賽季最佳陣容。達史特根更憑一己之力，協助球隊破了零封紀錄，令球迷讚不絕口。

#### 2025－26賽季
2025年8月7日，巴塞罗那聲明中寫道：“巴塞羅那足球俱樂部特此宣佈，在對球員馬克-安德烈·特爾施特根啟動紀律處分程序，俱樂部已決定，經與體育管理層和教練組共同同意，暫時撤銷他作為一線隊隊長的職務。”據媒體報導，特爾施特根拒絕簽署同意他背部受傷的聲明，這將允許巴薩將傷病和手術報告轉發給西班牙聯賽的醫療委員會。如果沒有這份報導，西甲聯賽也無法判斷門將的傷勢有多嚴重。其後同意交出報告，暫無球衣號碼。

## 國家隊生涯
達史特根的表現使他在國際賽上有出場的機會。2012年5月26日作客瑞士首次為國披甲，卻狂掉5球。8月15日主場對阿根廷，因罗恩-罗伯特·齐勒紅牌被逐而替補上場並成功救出梅西主射的點球，但他三次的反應慢使阿根廷偷襲成功，德國最終以1-3落敗。2013年6月2日作客對美國的比賽中，但在接應隊友貝尼迪克特·赫韋德斯回傳時出錯，害貝尼迪克特·赫韋德斯打進烏龍球，最後以4－3落敗。施特根首三次上場，德國隊三次落敗且失掉12球。
2017年在洲際國家盃擔任德國隊主力門將，且在決賽表現出色，榮獲決賽MVP。

## 技術特徵
達史特根擁有良好的身體素質，不論在反應、決策還是攔截方面的表現皆相當出色，特別是在單刀時。另外，他與後防線溝通的能力也非常不錯。 他和诺伊尔也擅長出擊，兼任清道夫的角色。達史特根以良好的腳法和準確的傳球聞名。如今，他已是世界最佳門將之一。

## 荣誉

### 俱乐部
巴塞隆納
- 西班牙足球甲級聯賽冠軍：2014–15，2015–16，2017–18，2018–19，2022–23[11], 2024–25
- 西班牙国王杯冠軍：2014–15，2015–16，2016–17，2017–18，2020–21，2024-25
- 西班牙超級盃冠軍：2016，2018，2023
- 歐洲冠軍聯賽冠軍：2014–15
- 歐洲超級盃冠軍：2015
- 國際足聯俱樂部世界盃冠軍：2015

### 國家隊
德國國家隊
- 洲際國家盃冠军：2017
- 歐洲U-17足球錦標賽冠軍：2009
- 歐洲U-19足球錦標賽冠軍：2009

## 外部連結
- Marc-André ter Stegen （页面存档备份，存于） at transfermarkt.de （德文）
- fussballdaten.de：Marc-André ter Stegen之統計數據 （德文）